# Mannheimer FC Viktoria 1897
Mannheimer FC Viktoria 1897 was een Duitse voetbalclub uit Mannheim, Baden-Württemberg. De club was in 1900 een van de stichtende clubs van de Duitse voetbalbond.

## Geschiedenis
De club werd opgericht in 1897. Op 11 juni 1899 was de club een van de medeoprichters van de Mannheimse voetbalbond.
In 1906 werd de club kampioen van Neckar en plaatste zich zo voor de Zuid-Duitse eindronde. In een groep met 1. Hanauer FC 93, SV Wiesbaden en Frankfurter FC Victoria 1899 werd de club derde. twee jaar later werd de club opnieuw kampioen. Twee jaar later werd de club opnieuw kampioen. In de eindronde eindigde de club samen met Hanau 93 eerste, alleen was het doelsaldo van Hanau net iets beter.
Vanaf 1908 kwam er een nieuwe competitie, de Südkreisliga, met daarin meer concurrerende teams. De club eindigde vijfde en na dit seizoen werden ze overgeheveld naar de Westkreisliga waar ze in de middenmoot eindigden. In 1911 werd de club nog vicekampioen achter stadsrivaal Mannheimer FG 1896.
Datzelde jaar fuseerde de club met andere pioniers van de stad Mannheimer FG 1896 en Mannheimer VfB Union tot VfR Mannheim.